# 422 Berolina
422 Berolina је астероид главног астероидног појаса са средњом удаљеношћу од Сунца која износи 2,228 астрономских јединица (АЈ).
Апсолутна магнитуда астероида је 10,83 а геометријски албедо 0,042.